# Kraakwilgroest
De kraakwilgroest (Melampsora laricis-pentandrae) is een roestschimmel die behoort tot de familie Melampsoraceae. Hij komt voor op lariks en wilg.
- Op lariks lastig te onderscheiden (meer onderzoek is nodig).
- Op wilg te herkennen aan de telia die aan de onderzijde van de bladeren subepidermaal gevormd worden in combinatie met de langwerpige urediniosporen (26-44 µm)

## Kenmerken
Aecia
Aecia zijn helder oranje zijn helder oranje en de aeciosporen zijn zeer fijnwrattig. De diameter is 0,25 tot 1 mm. De sporenmaat is 18-26 × 13-20 µm. De sporenwand heeft een dikte van 1,5 tot 2 µm.
Uredinia
Uredinia zijn oranje en bevinden zich aan de onderkant van het blad. Zo nu en dan komen ze aan de bovenkant van de bladeren voor. De diameter is tot 1 mm. De parafysen zijn knotsvormig tot kopvormig. De urediniosporen meten 26-44 × 12-16 µm en de sporenwand is 2 µm dik. De bovenkant van de sporen is glad en de onderkant stekelig.
Telia
Telia komen voor aan de onderkant van het blad en bedekken vaak grote stukken van het blad. De diameter is tot 0,5 mm. Ze zijn geelbruin en uiteindelijk zwart. De 1-cellige teliosporen zijn geelbruin en meten 28-38 × 6-11 µm. De sporenwand heeft een dikte van 1 µm.

## Verspreiding
In Nederland komt de kraakwilgroest uiterst zeldzaam voor.

## Waardplanten
Hij komt voor op:
- Larix decidua (Europese lork)
- Larix sibirica (Siberische lariks)
- Salix pentandra (Laurierwilg)
- Salix fragilis (Kraakwilg)